# Съвременна музика
Съвременната популярна музика отразява развитието на музиката в периода от 2000 г. до наши дни. Включва в себе си 4 основни жанра - диско музика (в САЩ и Европа, 1970-те), афроамериканска музика (Африка и Северна Америка, възниква десетилетия преди диското), латиноамериканска (Латинска Америка) и поп музика (обособява се през 1954 г.).

## Категоризация
Списък на музикалните стиловете характерни за този период:
1. Диско
2. Афроамериканска
  - Джаз
  - Блус
  - Рап
  - Ямайска музика
  - Поп-рок
    - Ска – първа вълна
    - Реге
3. Латиноамериканска музика
  - Румба
  - Салса
  - Самба
4. Поп музика
  - Кънтри